# 笠松町
笠松町（かさまつちょう）は、岐阜県羽島郡に属している町。

## 地理
岐阜県南部の濃尾平野にある町で、木曽川右岸の帯状に伸びる低湿地に位置する（対岸は愛知県）。かつては頻繁に水害に悩まされ、松枝輪中という輪中が発達していた。水害に関する多くの史跡が残り、古くから木曽川を通じて岐阜と名古屋を結ぶ重要な地であった。

### 隣接する自治体
- 岐阜県
  - 岐阜市
  - 各務原市
  - 羽島市
  - 羽島郡 岐南町
- 愛知県
  - 一宮市

### 地名
笠松町の地名を参照

## 歴史
古くは尾張国であったが、1586年（天正14年）の木曽川の氾濫により木曽川の位置が変わり、美濃国に移り、尾張国葉栗郡から美濃国羽栗郡となった。
港町でもあり、岐阜から名古屋へ岐阜街道が中心部を通っていた。
かつての地名は「傘町」。1662年（寛文2年）、正式に美濃郡代の陣屋を傘町に移転したさいに、「傘町」を「笠松」に改名したという（1669年の説もある）。
江戸時代は幕府直轄地として笠松陣屋が置かれ、江戸時代の終わりには笠松県の県庁、明治時代の初期には岐阜県庁が置かれており、県庁が岐阜市に移るまでは、岐阜県の中心となっていた。

### 沿革
- 1875年（明治8年）1月 - 旧・幕領の笠松村、徳田新田、奈良津新田が合併し笠松村となる
- 1889年（明治22年）7月1日 - 羽栗郡笠松村が町制施行し笠松町成立。
- 1897年（明治30年）4月1日 - 羽島郡へ移る[2]。
- 1910年（明治43年） - 松枝村の一部を編入。
- 1925年（大正14年） - 柳津村の一部を編入。
- 1950年（昭和25年）8月1日 - 松枝村を編入[3]。
- 1955年（昭和30年）4月1日 - 下羽栗村を編入[3]。
- 1973年（昭和48年）4月1日　- 柳津町と境界変更[3]。
- 1974年（昭和49年）4月1日　- 岐阜市と境界変更[3]。

### 変遷表
| 明治元年                  | 明治8年 1月                 | 明治12年 2月18日 郡区町村 編成法施行 | 明治22年 4月1日 町村制施行 | 明治30年 4月1日 羽島郡発足 | 昭和25年 8月1日                      | 昭和30年 4月1日               | 昭和31年 9月26日     | 昭和31年 10月1日     | 現在            |  |
| ------------------------- | --------------------------- | ------------------------------------ | -------------------------- | -------------------------- | ------------------------------------ | ----------------------------- | -------------------- | -------------------- | --------------- |  |
| 羽栗郡 円城寺村           | 羽栗郡 河田島村             | 羽栗郡 河田島村                      | 羽栗郡 川島村 の一部       | 羽島郡 川島村 の一部       | 羽島郡 川島村 の一部                 | 羽島郡 川島村 の一部          | 羽島郡 川島町 の一部 | 羽島郡 川島町 の一部 | 各務原市 の一部 |  |
| 羽栗郡 円城寺村           | 明治8年 1月 羽栗郡 円城寺村 | 羽栗郡 円城寺村                      | 羽栗郡 円城寺村            | 羽島郡 下羽栗村            | 羽島郡 下羽栗村                      | 昭和30年 4月1日 羽島郡 笠松町 | 羽島郡 笠松町        | 羽島郡 笠松町        | 羽島郡 笠松町   |  |
| 羽栗郡 栗木村             | 明治8年 1月 羽栗郡 円城寺村 | 羽栗郡 円城寺村                      | 羽栗郡 円城寺村            | 羽島郡 下羽栗村            | 羽島郡 下羽栗村                      | 昭和30年 4月1日 羽島郡 笠松町 | 羽島郡 笠松町        | 羽島郡 笠松町        | 羽島郡 笠松町   |  |
| 羽栗郡 中野村             | 羽栗郡 中野村               | 羽栗郡 中野村                        | 羽栗郡 中野村              | 羽島郡 下羽栗村            | 羽島郡 下羽栗村                      | 昭和30年 4月1日 羽島郡 笠松町 | 羽島郡 笠松町        | 羽島郡 笠松町        | 羽島郡 笠松町   |  |
| 羽栗郡 無動寺村           | 羽栗郡 無動寺村             | 羽栗郡 無動寺村                      | 羽栗郡 無動寺村            | 羽島郡 下羽栗村            | 羽島郡 下羽栗村                      | 昭和30年 4月1日 羽島郡 笠松町 | 羽島郡 笠松町        | 羽島郡 笠松町        | 羽島郡 笠松町   |  |
| 羽栗郡 江川村             | 羽栗郡 江川村               | 羽栗郡 江川村                        | 羽栗郡 江川村              | 羽島郡 下羽栗村            | 羽島郡 下羽栗村                      | 昭和30年 4月1日 羽島郡 笠松町 | 羽島郡 笠松町        | 羽島郡 笠松町        | 羽島郡 笠松町   |  |
| 羽栗郡 米野村             | 羽栗郡 米野村               | 羽栗郡 米野村                        | 羽栗郡 米野村              | 羽島郡 下羽栗村            | 羽島郡 下羽栗村                      | 昭和30年 4月1日 羽島郡 笠松町 | 羽島郡 笠松町        | 羽島郡 笠松町        | 羽島郡 笠松町   |  |
| 羽栗郡 笠松村             | 明治8年 1月 羽栗郡 笠松村   | 羽栗郡 笠松村                        | 羽栗郡 笠松町              | 羽島郡 笠松町              | 羽島郡 笠松町                        | 昭和30年 4月1日 羽島郡 笠松町 | 羽島郡 笠松町        | 羽島郡 笠松町        | 羽島郡 笠松町   |  |
| 羽栗郡 徳田新田           | 明治8年 1月 羽栗郡 笠松村   | 羽栗郡 笠松村                        | 羽栗郡 笠松町              | 羽島郡 笠松町              | 羽島郡 笠松町                        | 昭和30年 4月1日 羽島郡 笠松町 | 羽島郡 笠松町        | 羽島郡 笠松町        | 羽島郡 笠松町   |  |
| 羽栗郡 奈良津新田         | 明治8年 1月 羽栗郡 笠松村   | 羽栗郡 笠松村                        | 羽栗郡 笠松町              | 羽島郡 笠松町              | 羽島郡 笠松町                        | 昭和30年 4月1日 羽島郡 笠松町 | 羽島郡 笠松町        | 羽島郡 笠松町        | 羽島郡 笠松町   |  |
| 明治初年 羽栗郡 長池村    | 明治8年 1月 羽栗郡 長池村   | 羽栗郡 長池村                        | 羽栗郡 長池村              | 羽島郡 松枝村              | 昭和25年 8月1日 羽島郡 笠松町 に編入 | 昭和30年 4月1日 羽島郡 笠松町 | 羽島郡 笠松町        | 羽島郡 笠松町        | 羽島郡 笠松町   |  |
| 明治初年 羽栗郡 長池村    | 明治8年 1月 羽栗郡 長池村   | 羽栗郡 長池村                        | 羽栗郡 長池村              | 羽島郡 松枝村              | 昭和25年 8月1日 羽島郡 笠松町 に編入 | 昭和30年 4月1日 羽島郡 笠松町 | 羽島郡 笠松町        | 羽島郡 笠松町        | 羽島郡 笠松町   |  |
| 羽栗郡 三ツ屋村           | 明治8年 1月 羽栗郡 長池村   | 羽栗郡 長池村                        | 羽栗郡 長池村              | 羽島郡 松枝村              | 昭和25年 8月1日 羽島郡 笠松町 に編入 | 昭和30年 4月1日 羽島郡 笠松町 | 羽島郡 笠松町        | 羽島郡 笠松町        | 羽島郡 笠松町   |  |
| 明治8年 1月 羽栗郡 田代村 | 羽栗郡 田代村               | 羽栗郡 田代村                        |                            | 羽島郡 松枝村              | 昭和25年 8月1日 羽島郡 笠松町 に編入 | 昭和30年 4月1日 羽島郡 笠松町 | 羽島郡 笠松町        | 羽島郡 笠松町        | 羽島郡 笠松町   |  |
| 明治8年 1月 羽栗郡 田代村 | 羽栗郡 田代村               | 羽栗郡 田代村                        | 羽栗郡 田代村              | 羽島郡 松枝村              | 昭和25年 8月1日 羽島郡 笠松町 に編入 | 昭和30年 4月1日 羽島郡 笠松町 | 羽島郡 笠松町        | 羽島郡 笠松町        | 羽島郡 笠松町   |  |
| 明治8年 1月 羽栗郡 田代村 | 羽栗郡 田代村               | 羽栗郡 田代村                        | 羽栗郡 藤掛村              | 羽島郡 松枝村              | 昭和25年 8月1日 羽島郡 笠松町 に編入 | 昭和30年 4月1日 羽島郡 笠松町 | 羽島郡 笠松町        | 羽島郡 笠松町        | 羽島郡 笠松町   |  |
| 羽栗郡 南船原村           | 羽栗郡 南船原村             | 明治8年 1月 門間村                   | 門間村                     | 羽島郡 松枝村              | 昭和25年 8月1日 羽島郡 笠松町 に編入 | 昭和30年 4月1日 羽島郡 笠松町 | 羽島郡 笠松町        | 羽島郡 笠松町        | 羽島郡 笠松町   |  |
| 羽栗郡 北船原村           | 羽栗郡 北船原村             | 明治8年 1月 門間村                   | 門間村                     | 羽島郡 松枝村              | 昭和25年 8月1日 羽島郡 笠松町 に編入 | 昭和30年 4月1日 羽島郡 笠松町 | 羽島郡 笠松町        | 羽島郡 笠松町        | 羽島郡 笠松町   |  |
| 羽栗郡 町屋村             | 羽栗郡 町屋村               | 明治8年 1月 門間村                   | 門間村                     | 羽島郡 松枝村              | 昭和25年 8月1日 羽島郡 笠松町 に編入 | 昭和30年 4月1日 羽島郡 笠松町 | 羽島郡 笠松町        | 羽島郡 笠松町        | 羽島郡 笠松町   |  |
| 羽栗郡 北及村             | 羽栗郡 北及村               | 明治8年 1月 羽栗郡 北及村            | 北及村                     | 羽島郡 松枝村              | 昭和25年 8月1日 羽島郡 笠松町 に編入 | 昭和30年 4月1日 羽島郡 笠松町 | 羽島郡 笠松町        | 羽島郡 笠松町        | 羽島郡 笠松町   |  |

## 人口
| |                                        |  |
| 笠松町と全国の年齢別人口分布（2005年） | 笠松町の年齢・男女別人口分布（2005年） |  |
| ■紫色 ― 笠松町 ■緑色 ― 日本全国 | ■青色 ― 男性 ■赤色 ― 女性              |  |
| 笠松町（に相当する地域）の人口の推移 \| 1970年（昭和45年） \| 21,912人 \| \| \| 1975年（昭和50年） \| 22,457人 \| \| \| 1980年（昭和55年） \| 22,865人 \| \| \| 1985年（昭和60年） \| 22,746人 \| \| \| 1990年（平成2年） \| 22,299人 \| \| \| 1995年（平成7年） \| 21,682人 \| \| \| 2000年（平成12年） \| 22,319人 \| \| \| 2005年（平成17年） \| 22,696人 \| \| \| 2010年（平成22年） \| 22,809人 \| \| \| 2015年（平成27年） \| 22,750人 \| \| \| 2020年（令和2年） \| 22,208人 \| \| |                                        |  |
| 総務省統計局 国勢調査より |                                        |  |
| 1970年（昭和45年） | 21,912人                               |  |
| 1975年（昭和50年） | 22,457人                               |  |
| 1980年（昭和55年） | 22,865人                               |  |
| 1985年（昭和60年） | 22,746人                               |  |
| 1990年（平成2年） | 22,299人                               |  |
| 1995年（平成7年） | 21,682人                               |  |
| 2000年（平成12年） | 22,319人                               |  |
| 2005年（平成17年） | 22,696人                               |  |
| 2010年（平成22年） | 22,809人                               |  |
| 2015年（平成27年） | 22,750人                               |  |
| 2020年（令和2年） | 22,208人                               |  |

## 行政

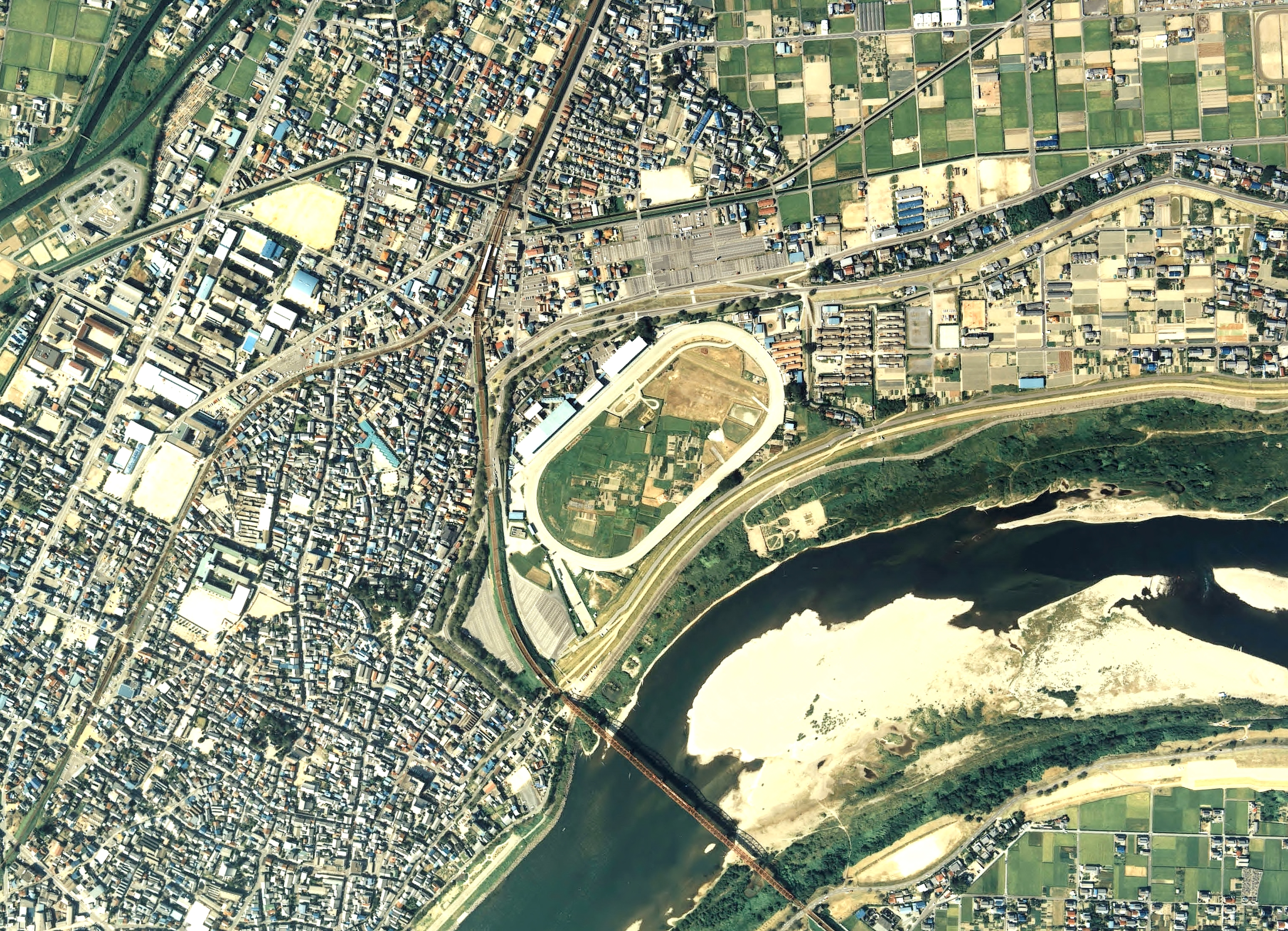
笠松町中心部の航空写真。中心のグランドは笠松競馬場。南東側を流れる川は木曽川である。1987年撮影。

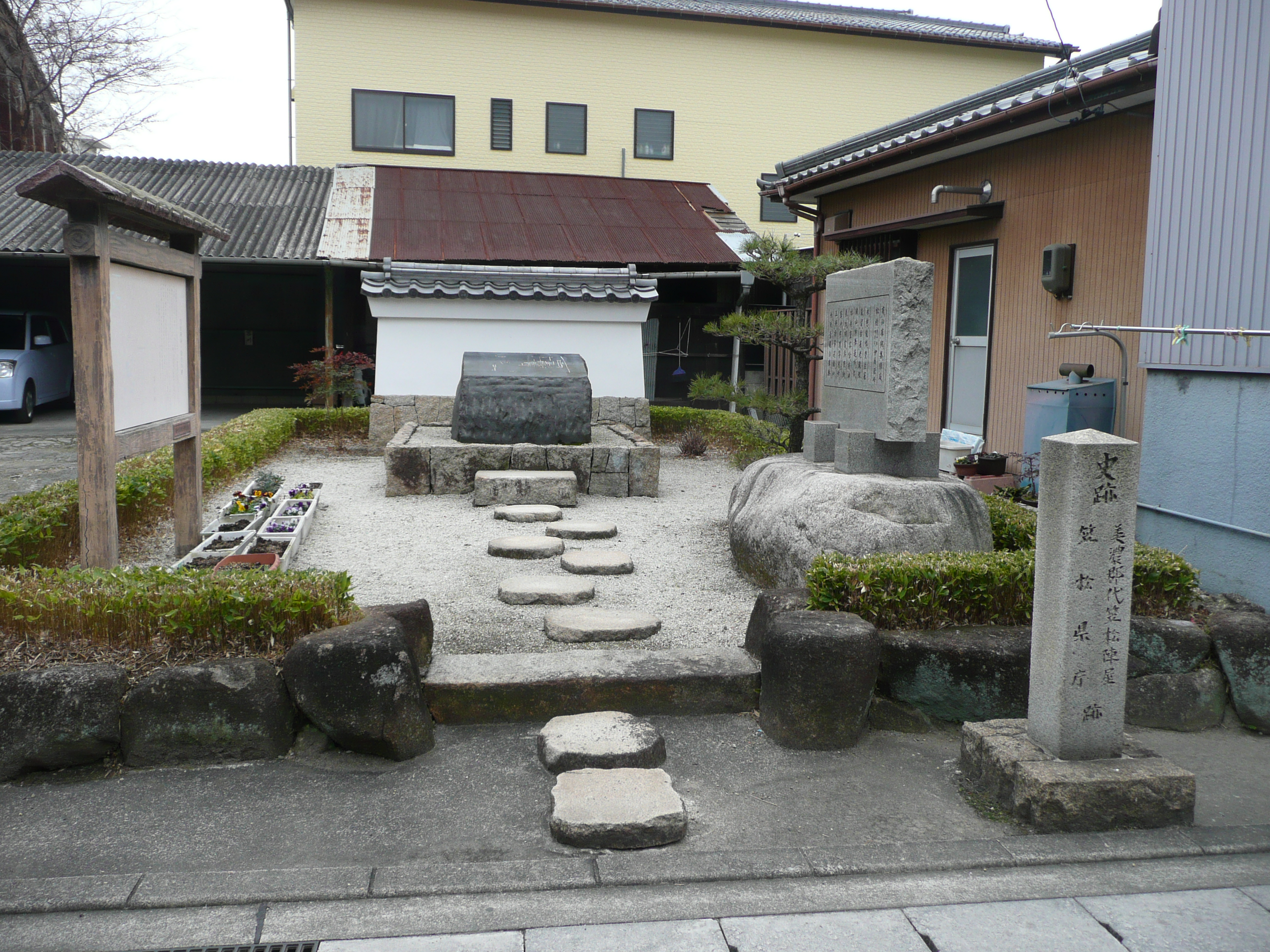
笠松陣屋跡の石碑

### 町長
- 古田聖人（2019年6月29日就任、2期目）

#### 歴代町長
- 平野九右衛門　（1889年 - 1890年）
- 田島正三郎　（1890年 - 1892年）
- 加藤助市　（1892年 - 1893年）
- 角田節次郎　（1893年 - 1894年）
- 伊藤代造　（1895年 - 1911年）
- 巖田郁郎　（1912年 - 1923年）
- 山脇準之助　（1924年）
- 加藤虎雄　（1924年 - 1934年）
- 山本清之助　（1936年 - 1946年）
- 高木栄一　（1946年 - 1951年）
- 伊藤太八　（1951年 - 1952年）
- 梅田啓一　（1952年 - 1959年）
- 山本清之助　（1959年 - 1963年）
- 梅田啓一　（1963年 - 1967年）
- 加藤文治　（1968年 - 1972年）
- 青井逸雄　（1972年 - 1980年）
- 杉山勇　（1980年 - 1988年）
- 広江泰雄　（1988年 - 1992年）
- 岩田哲　（1992年 - 1999年）
- 広江正明　（1999年 - 2019年）

### 合併問題
岐阜市広域合併協議では岐阜市、羽島市、笠松町、岐南町、柳津町、北方町が参加し、50万都市を目指したが、岐阜市椿洞での産廃不法投棄問題に端を発した岐阜市行政の怠慢、莫大な処理費用などが予想され、また合併後の市議会議席の調整も失敗していた。
そんな中、4月に羽島市が住民投票の結果により、岐阜広域合併協議会からの脱退が決まり、2004年6月6日 笠松町でも合併についての意思を問う住民投票が実施された。その結果、反対票が65.32%と賛成票を上回り、同月21日に町議会で岐阜広域合併協議会からの脱退が議決された。

### 財政健全化のための施策
2005年3月末までは少子化対策の為、入院および外来の医療費を15歳（義務教育終了）まで町が負担する無料乳幼児医療費助成が行われていた。出生率が上がるなどの一定の成果はあったが、財政圧迫を理由に外来の医療費を4月から10歳（小学校4年生）までに引き下げとなった。入院の医療費補助は義務教育終了まで続いている。
毎年増大しているごみ処理費用削減のため、全国的にも例の無い、町内会単位による資源ごみ分別回収が行われている。1つの町内会で数ヶ所あるごみ収集場所を原則1ヶ所にして費用を削減するものである。
オグリキャップ及び元騎手の安藤勝己（笠松→JRA所属であった。）で有名な笠松競馬場がある。しかし、赤字続きで資金も底をつき、運営を続けるなら地方公共団体の支援が必要になったが、岐阜県や笠松町は支援はしないことを決め、2005年度から笠松競馬場の収支が赤字の場合は、廃止すると予告している（2005年度は黒字）。

## 教育

### 高校
- 岐阜県立岐阜工業高等学校

校内には登録有形文化財の岐工記念館がある

### 中学校
- 笠松町立笠松中学校

### 小学校
- 笠松町立笠松小学校
- 笠松町立下羽栗小学校
- 笠松町立松枝小学校

### 幼稚園
- 笠松幼稚園
- 笠松双葉幼稚園

### 保育所
- 笠松保育園
- 第一保育所
- 下羽栗保育所
- 松枝保育所

### その他の学校
- 岐阜南自動車学校：指定自動車教習所
- 関谷そろばん学校

## 産業
岐阜と名古屋を結ぶ重要な地であり、木曽川水運の中継地点笠松湊があったことから、古くは商業で賑わった。現在も下本町と上本町を中心とする笠松町本町通りには古くからの小規模の店舗がある。

### 本社を置く企業
- ジーエフシー

### 主な商業施設
- ピアゴ笠松店
- トミダヤ笠松店
- Yストア笠松店

## 交通

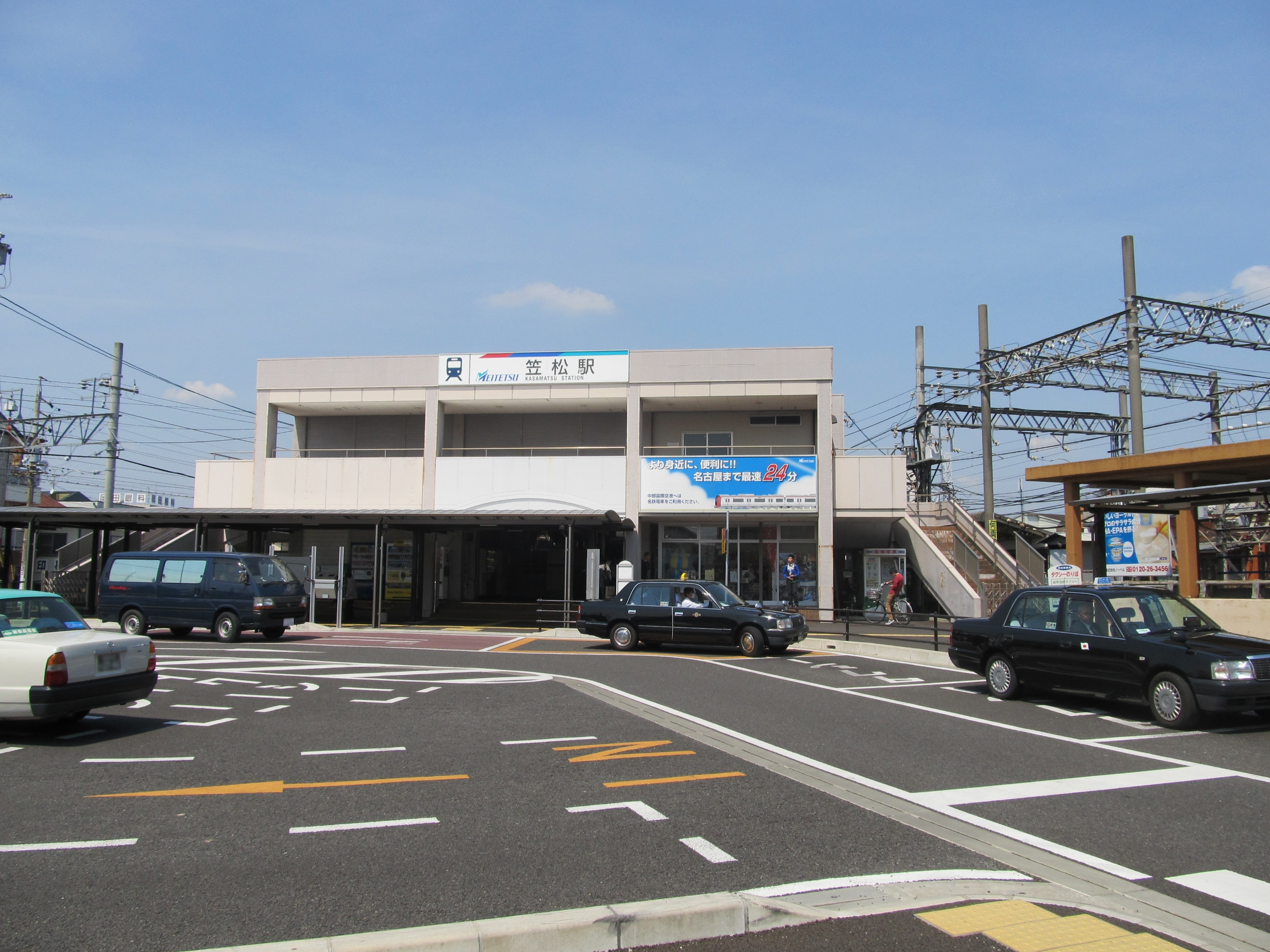
笠松駅

### 鉄道
名古屋鉄道
- 名古屋本線 ： 笠松駅
  - 名古屋本線の東笠松駅は、2005年（平成17年）1月29日に廃止となった。
- 竹鼻線 ： 笠松駅、西笠松駅
  - 柳津駅（岐阜市） - 南宿駅（羽島市）間でも当町を通過している。

東海旅客鉄道
- 東海道本線（通過のみ。最寄は木曽川駅または岐阜駅）

### バス
現在運行中の路線
- 岐阜バス
  - 笠松川島線（松波総合病院 - 笠松駅 - 川島松倉）　※2022年4月1日新設[5]
  - 各務原市ふれあいバス　※2015年10月より笠松町内（米野高瀬、東米野）に乗り入れ
  - 岐南町コミュニティバス　※2022年9月1日より運行。笠松駅に乗り入れ
- スイトトラベル
  - 笠松町公共施設巡回町民バス （米野高瀬 - 下門間）
- 日本タクシー
  - 境川らくちゃんバス　※2016年より青ルートが松波総合病院に乗り入れ

かつての路線
- ふれあいバス　※当時の名称（岐阜市厚見・茜部地区）
  - 笠松駅に乗り入れていたが、2015年2月の路線見直しで町内への乗り入れはなくなった。
- 岐南町巡回バス（愛称：にじバス）
  - 笠松駅に乗り入れていたが、2009年9月30日に廃止。
- 羽島市コミュニティバス
  - 下門間に乗り入れていたが、2018年の路線見直しで町内への乗り入れはなくなった。
- 名鉄バス
  - 高富から新岐阜駅、下川手を経由し、笠松駅、森（羽島市正木町森）に向かう路線。及び一宮市の一宮名鉄百貨店から旧国道22号線または名岐バイパス経由で新岐阜駅に向かう路線が存在したが、1990年代に廃止。
- 岐阜バス
  - 岐阜川島線（名鉄岐阜駅 - 川島松倉）　※2022年3月末で廃止[5]
  - 笠松県庁線（JR西岐阜駅 - 笠松駅）　※2021年10月1日より運行開始、2025年3月末で廃止

その他に新岐阜駅から笠松駅を経由し柳津町を結ぶ路線（1980年以前に廃止）、川島線（後の岐阜川島線）の支線（川島松倉 - 笠松駅。現行の笠松川島線とは経由地が異なる。1984年廃止）が存在した。

### オンデマンドバス
- チョイソコカラタン
- チョイソコかわしま　※2024年10月1日～

### コミュニティタクシー
- 岐南町コミュニティタクシー

### 道路
高速道路
- 東海北陸自動車道（通過のみ。最寄は一宮木曽川インターまたは岐阜各務原インター）

一般国道
- 国道22号（名岐バイパス）

一般県道
- 岐阜県道1号岐阜南濃線
- 岐阜県道・愛知県道14号岐阜稲沢線
- 岐阜県道93号川島三輪線
- 岐阜県道151号岐阜羽島線
- 岐阜県道154号笠松墨俣線
- 岐阜県道177号下印食笠松線
- 岐阜県道178号下中屋笠松線
- 岐阜県道179号中野上印食線
- 岐阜県道180号松原芋島線
- 岐阜県道183号正木岐阜線
- 岐阜県道184号下中笠松線

## 通信

### 市外局番
- 本町のNTT市外局番は058（岐阜MA）が使用される。
  - 市内局番は、かつて本町の市外局番が0583（羽島市、各務原市[6]、旧柳津町と同じ）だったため、主に300番台が使用される。

## 施設
国の機関
- 法務省
  - 名古屋矯正管区笠松刑務所

役場・支所
- 笠松町役場

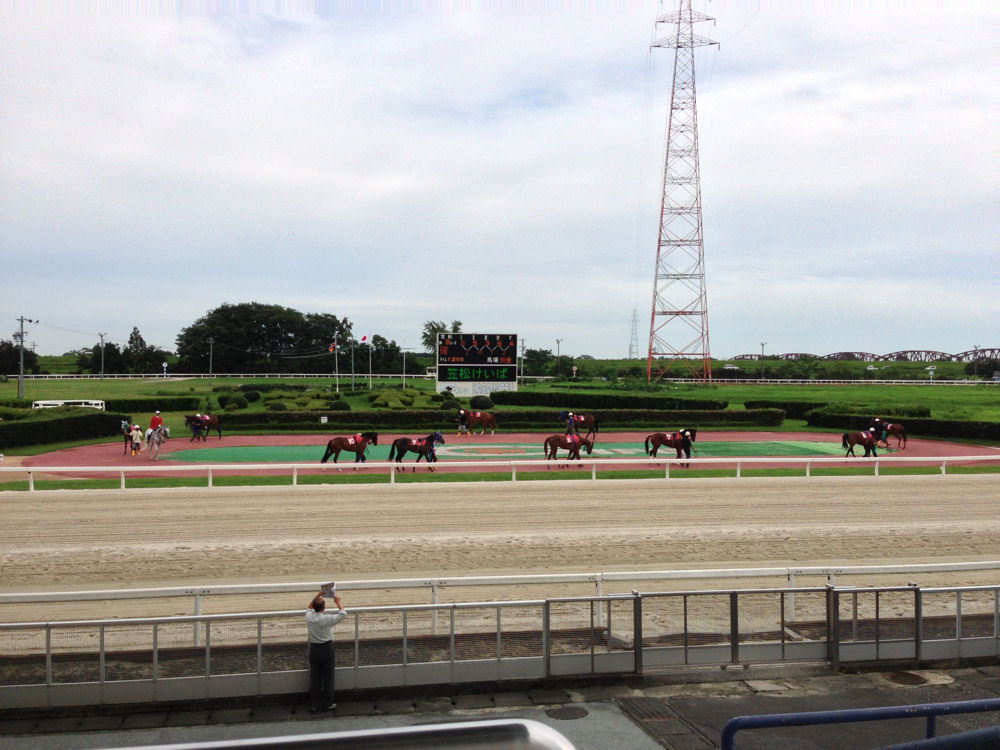
笠松競馬場

- 下羽栗支所　（笠松町総合交流センターに併設）
- 松枝支所　（笠松町松枝交流センターに併設）

警察
- 岐阜羽島警察署
  - 笠松交番
  - 下羽栗警察官駐在所

消防
- 羽島郡広域連合消防本部
  - 西消防署

社会教育施設
- 笠松中央交流センター
- 笠松町松枝交流センター
- 笠松町下羽栗会館
- 笠松町総合交流センター
- 笠松町歴史未来館

社会福祉施設
- 笠松町厚生会館
- 笠松町松枝みなみ会館
- 笠松町福祉会館
- 笠松町福祉健康センター
- 笠松町こども館
- 杉山家住宅主屋

スポーツ施設
- 笠松町多目的運動場（岐阜県フットボールセンター）
- 笠松町民運動場
- 笠松町運動公園
- 笠松町民米野運動場　（木曽川（北派川）河川敷に存在）
- 笠松町民江川運動場　（木曽川（北派川）河川敷に存在）
- 笠松町勤労青少年運動場　（木曽川（北派川）河川敷に存在）
- 笠松町民体育館
- 笠松町南体育館
- 笠松町スポーツ交流館

医療機関
- 松波総合病院（岐阜県内有数の民間総合病院）
- 愛生病院

娯楽施設
- 笠松競馬場
- 笠松東映劇場 - 映画館（閉館）
- 笠松映画劇場 - 映画館（閉館）
- 笠松銀映劇場 - 映画館（閉館）

その他
- ふらっと笠松
- 笠松町コミュニティ消防センター
- 笠松町南部コミュニティ消防センター

## 名所・旧跡・観光スポット・祭事・催事

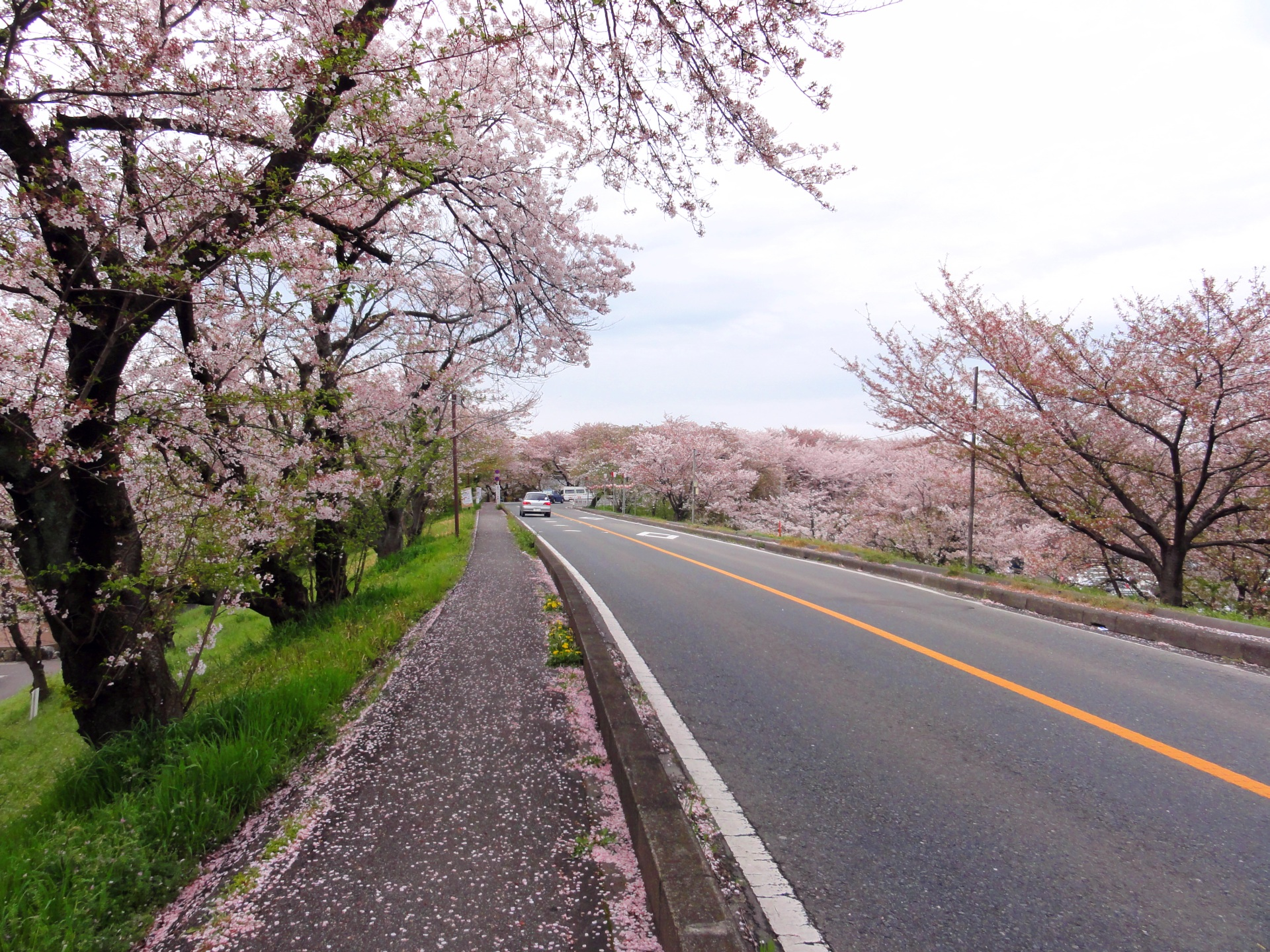
奈良津堤の桜

### 名所・旧跡
- 八幡神社
- 産霊神社
- 魂生大明神
- へそ塚
- 笠松陣屋跡（笠松県庁跡、美濃郡代）
- 笠松別院
  - 笠松町西宮町にある真宗大谷派笠松別院と、笠松町柳原町の浄土真宗本願寺派笠松別院がある。
- 河野円城寺
- 旗本津田領代官屋敷跡
- 田代城
- 米野の戦い跡（関ヶ原の戦いの前哨戦）
- 芭蕉句碑（米野、称名寺、四季の里）
- 奈良津堤の桜
- 手斧（ちょうな）猿尾堤
- 将監（しょうげん）猿尾
- 笠松隕石（町指定天然記念物）

### 観光スポット
- トンボ天国（岐阜県の名水）
- 笠松町歴史未来館

### 祭事・催事
- 円城寺の芭蕉踊（岐阜県重要無形民俗文化財）
- 笠松の奴行列（岐阜県重要無形民俗文化財）
- 笠松春まつり
- 笠松川まつり
- リバーサイドカーニバル

### その他
- まちの駅

笠松町には2024年現在、38箇所のまちの駅が設置されており、笠松町役場、笠松町歴史未来館などの公共施設、松波総合病院などの民間施設など、様々である

## 上下水道
上水道は同町が設けた4か所の水源地（井戸）から給水されている。下水道は1989年より設置工事が始まり、1992年より一部での供用開始。2006年度末時点の下水道普及率は約78%。

## 主な出身者
- 大野佐長 - 元愛知県豊橋市長
- 竹内久人 - 競輪選手
- 杉山辰子 - 大乗教教祖
- 関谷真生子 - 小学生珠算日本一、中学生珠算日本一

### 名誉町民
- 古田好[8] - 元岐阜県議会議員、元岐阜県議会議長。岐阜県名誉県民。
- 松原登士弘[9]
- 杉山幹夫[10] - 岐阜新聞社名誉会長（当時）
- 松波英一[10] - 松波総合病院名誉院長

## 笠松町を舞台にした作品
アニメ
- ウマ娘 シンデレラグレイ（2025年）